# Europese kampioenschappen judo 1979 (vrouwen)
De Europese kampioenschappen judo 1979 werden op 5 en 6 april 1979 gehouden in Kerkrade, Nederland. 

## Resultaten
| Gewichtsklasse | Goud               | Zilver              | Brons                                |
| -------------- | ------------------ | ------------------- | ------------------------------------ |
| – 48 kg        | Edith Bouthemy     | José Homminga       | Heidi Grimm Paola Napolitano         |
| – 52 kg        | Edith Hrovat       | Hennie Matteman     | Bridgette McCarthy Sacramento Moyano |
| – 56 kg        | Gerda Winklbauer   | Elisabetta Ricciato | Rebecca Ljungbergh Sylviane Trucios  |
| – 61 kg        | Brigitte Deydier   | Dawn Netherwood     | Laura Di Toma Ingrid Berg            |
| – 66 kg        | Marie-France Mill  | Maureen Bennett     | Karin Krüger Muriel Iglesias         |
| – 72 kg        | Jocelyne Triadou   | Judith Salzmann     | Susanne Litscher Barbara Claßen      |
| + 72 kg        | Christiane Kieburg | Margherita De Cal   | Margit Schmutzer Muriel Samery       |
| Open           | Barbara Claßen     | Catherine Pierre    | Giovanna Parenti Avril Malley        |

## Medailleklassement
| Plaats | Land                     | Goud | Zilver | Brons | Totaal |
| 1      | Frankrijk                | 3    | 1      | 3     | 7      |
| 2      | Bondsrepubliek Duitsland | 2    | –      | 4     | 6      |
| 3      | Oostenrijk               | 2    | –      | 2     | 4      |
| 4      | België                   | 1    | –      | –     | 1      |
| 5      | Italië                   | -    | 2      | 3     | 5      |
| 6      | Verenigd Koninkrijk      | -    | 2      | 2     | 4      |
| 7      | Nederland                | –    | 2      | –     | 2      |
| 8      | Zwitserland              | –    | 1      | –     | 1      |
| 9      | Zweden                   | –    | –      | 1     | 1      |
| 9      | Spanje                   | –    | –      | 1     | 1      |
|        | Totaal                   | 8    | 8      | 16    | 32     |